# Did I Let You Know
Did I Let You Know е сингъл на американската рок група Ред Хот Чили Пепърс. Това е четвъртият издаден сингъл от албума I'm With You. Песента излиза през януари 2012 година единствено като радио сингъл в Бразилия.
На 13 декември 2011 групата обявява, че ще издаде песента като радио сингъл поради честото въртене на песента по бразилските радиостанции и избора на песента като фаворит в допитване до феновете. Това е първият сингъл издаден след допитване до феновете.
Песента няма официален видеоклип, но на 9 март 2012 година се появява фен видео на бразилски фенове. Видеклипът е подкрепен от Warner Brazil.